# Carlos Hilario Rodríguez
Carlos Hilario Rodríguez (Buenos Aires, 14 de enero de 1878-ibídem, 9 de abril de 1934) fue un militar argentino, perteneciente al Ejército, que se desempeñó como gobernador del Territorio Nacional del Neuquén entre 1932 y 1934.

## Biografía
Nacido en Buenos Aires en 1878, ingresó a la carrera militar en el Ejército Argentino a corta edad. En 1922 se retiró con el rango de teniente coronel.Nació en la Capital Federal el 14 de enero de 1878. Desde joven ingresó a la carrera militar (había llegado a teniente coronel el 31 de diciembre de 1922 y luego pasó a retiro militar absoluto por haber llegado al límite de edad).
En septiembre de 1932 fue designado gobernador del Territorio Nacional del Neuquén por el presidente Agustín Pedro Justo, asumiendo en el cargo el 1 de octubre. Durante su mandato, fomentó la colonización del interior del territorio, fue impulsor de la construcción del puente carretero Neuquén-Cipolletti, gestionando dicha obra ante el Gobierno Nacional, entre otras acciones. Se destacó en octubre de 1933 la fundación de Cutral Co, como así también de la villa rural de La Buitrera.
De forma paralela, introdujo el nacionalismo en su gestión como «medida para asegurar el patrimonio nacional en las líneas de frontera y en los pueblos próximos a ellas». Para ello, distribuyó material anticomunista en las comisarías de la policía territorial, y buscó controlar la actuación de los funcionarios públicos, promover el sentimiento nacionalista en la sociedad para «levantar y exaltar el sentimiento patrio» e incorporar educación «desde un punto de vista nacionalista» de la historia en las escuelas del territorio.
Cesó en sus funciones en enero de 1934 por enfermedad, siendo reemplazado por el secretario de la gobernación Carlos E. Reilly. Fue trasladado al Hospital Militar Central en Buenos Aires, donde falleció a los pocos meses, el 9 de abril.